# 工商业
工商业包括工业和商业两大部分。
- 工业
- 商业

## 商业类型

### 按经营活动分类
参见：行业分类

### 按法律结构分类
企业类型：
- 个人独资企业
- 合伙企业
- 公司

## 企业活动
- 会计
- 商业
- 金融
- 劳资关系
- 管理 (概述)
- 制造业
- 营销
- 研发
- 供应链

## 概念
- 广告
- 银行业
- 易货贸易
- 大型企业
- 商业头脑
- 商业经纪人
- 商业道德
- 营业时间
- 商业智能
- 商业调解人
- 商业模式设计
- 商业计划
- 商业流程建模
- 商业参考模型
- 商业规则
- 商学院
- 商务旅行
- 企业关闭
- 资本主义
- 变革管理分析师
- 商业法
- 公司
- 竞争
- 竞争优势
- 合作社
- 核心竞争力
- 公司法
- 公司
- 成本超支
- 债券
- 部门业务
- 电子商务
- 经济民主
- 经济学
- 电子业务
- 电子 commerce
- 创业
- 股权投资
- 金融经济学
- 特许经营
- 政府所有制
- 增长平台
- 人力资源
- 会计文章索引
- 行业
- 保险
- 知识产权
- 临时管理
- 国际贸易
- 投资
- 投资管理
- 就业创造计划
- 劳动经济学
- 有限责任
- 亿万富翁列表
- 商业理论家列表
- 公司列表
- 经济学家列表
- 国际贸易主题列表
- 最古老公司列表
- 生产主题列表
- 房地产主题列表
- 约束理论主题列表
- 管理
- 管理信息系统
- 管理哲学
- 制造
- 市场形式
- 营销计划
- 大众媒体
- 中层管理
- 货币
- 组织研究
- 商业管理概述
- 商业法概述
- 经济学概述
- 金融概述
- 营销概述
- 生产概述
- 项目管理概述
- 合伙关系
- 流程管理
- 利润
- 项目管理
- 房地产
- 可再生能源
- 收入短缺
- 高级管理层
- 小型企业
- 社会责任
- 社会保障
- 战略管理
- 战略规划
- 战略动态
- 初创公司
- 税收
- ‘’商业设计‘’
- 约束理论
- 商标
- 价值迁移

## 相关行业
- 广告业
  - 广告策划业
  - 广告设计业
- 银行业
- 大型企业
- 包装业
- 信息产业
- 工业
- 保险业
- 制造业
- 房地产
  - 房地产开发与经营业
  - 房地产管理业
  - 房地产经纪与代理业
    - 房地产策划
    - 房地产销售
- 小型企业
- 手工业
- 计算机网络
- 贸易业
- 医疗保健业
  - 药品销售
    - 回扣
- 旅游业
  - 分时度假

## 相关教育
- 商业院校
- 会计学
- 消费电子学
- 贸易学
- 经济学
  - 金融经济学
  - 家政学
- 商业教育
- 伦理学
- 财政学
- 投资学
- 法律
- 管理学
- 市场营销学
- 传播学
- 税务学

## 相关列表
- 企业家列表
- 公司列表